# Jindřich Feld
Jindřich Feld (Praag, 19 februari 1925 – aldaar, 8 juli 2007) was een Tsjechisch componist van klassieke muziek.

## Biografie
Feld werd geboren in een muzikale familie. Zijn vader was een bekende vioolleraar aan het Conservatorium van Praag, en zijn moeder was eveneens vioolspeler. Feld leerde van zijn vader viool spelen. Tevens begon hij al op jonge leeftijd met een algemene muziekstudie. In 1952 studeerde hij af aan de Academie voor Muzikale Kunsten Praag. Datzelfde jaar ontving hij ook zijn doctoraat in musicologie, esthetica en filosofie van de Karelsuniversiteit Praag.
In 1968 en 1969 gaf Feld compositieles als gastprofessor aan de Universiteit van Adelaide in Australië. Ook gaf hij van 1972 tot 1986 les aan het conservatorium van Praag. Hij was van 1981 tot 1984 gastdocent aan de Indiana University. Tevens gaf hij les aan andere universiteiten in Denemarken, Noorwegen, Duitsland, Frankrijk, Engeland en Japan.
Feld kreeg veel verschillende opdrachten, waardoor zijn werken een grote diversiteit kennen.

## Selectie van werken
- Orkest
  - Three symphonies (1967, 1983, 1994-8)
  - Sinfonietta (2001) "Pour les temps d’harmonie"
  - Concertos
    - Voor de Fluit (1954), cello (1958), fagot (1959), hobo (1970), piano (1973), trombone (1975), accordeon (1975), viool (1977), saxofoon (1980), harp (1982), altviool (2003-4)

  - Concerto voor kamerorkest (1957)
- Kamermuziek
  - Zes strijkkwartetten (1949-1993)
  - Rhapsody for organ (1963)
  - Strijkkwartet (kwartet + altviool) (1972)
  - Blaaskwintetten (1949, 1968 )
  - Klarinetkwintet J. 194 (1999)
  - Sonates
    - Altviool en piano (1955)
    - Fluit en piano (1957)
    - Fagot en piano sonatina (1969)
    - Klarinet en piano sonatina (1970)
    - Piano (1971-2)
    - Cello en piano (1972)
    - Gitaar (1974)
    - Hobo en piano (1982)
    - Viool en piano (1985)
    - Alto saxofoon en piano (1989-90)
    - Piccolo en Piano (2005)[2]

  - Trio voor hobo, klarinet en Fagot (1987)
  - Andere kamerwerken
    - Cello en piano: twee composities (Elegy and Burlesque) J. 22 (1954-1955)
    - Rhapsody voor viool en piano (1956)
    - Five inventions for two flutes (1975)
    - Suite rapsodica voor altsaxofoon (1992)